# Olpiolum amplum
Olpiolum amplum är en spindeldjursart som beskrevs av Clarence Clayton Hoff 1964. Olpiolum amplum ingår i släktet Olpiolum och familjen Olpiidae. Inga underarter finns listade i Catalogue of Life.